# Max Winter
Max Winter (Bergdorf, 1º gennaio 1888 – ...) è stato un calciatore svizzero, di ruolo centrocampista.

## Statistiche

### Presenze e reti nei club
| Stagione        | Club            | Campionato      | Campionato | Campionato |
| Stagione        | Club            | Comp            | Pres       | Reti       |
| --------------- | --------------- | --------------- | ---------- | ---------- |
| 1910-1911       | Inter           | Prima Categoria | 12         | 0          |
| Totale Inter    | Totale Inter    |                 | 12         | 0          |
| Totale carriera | Totale carriera |                 | 12         | 0          |